# Іван (Маргітич)
Іва́н Анто́нович Маргі́тич (4 лютого 1921, с. Боржавське, Закарпаття — 7 вересня 2003, с.Пилипець) — єпископ Мукачівської греко-католицької єпархії.

## Життєпис
Народився 4 лютого 1921 року в родині Антона Маргітича та Терезії Костак у с. Велика Чингава (у 1946 р. перейменовано в с. Боржавське) Виноградівського району. Здобув початкову освіту у рідному селі, у 1932 році продовжив навчання у Севлюшській горожанській школі. Під час навчання в Хустській реальній гімназії долучився до Пласту. Навчаючись у Хусті, проживав у гуртожитку гімназії, яким опікувався професор релігії о. Д. М. Попович (уродженець с. Онок Виноградівського району), а вихователем був о. Севастіян Сабол (Зореслав), відомий український поет.
У 1941 році закінчив її на відмінно і за рекомендацією о. Дмитра Поповича поступив на навчання до Ужгородської духовної семінарії.
У липні 1942 року Івана Маргітича було заарештовано за належність до юнацтва ОУН, перебував у «Ковнер-каштелі», 22 липня в рамках ковнерівського процесу засуджений угорським трибуналом до 1 року ув'язнення. У грудні того ж року, за сприяння єпископа Стойки, помилуваний регентом Угорщини Міклошом Горті. Після виходу з тюрми Іван Маргітич продовжив навчання в Ужгородській семінарії, яку закінчив у 1946 році, висвячений єпископом Теодором Ромжею. З початком реалізації плану ліквідації греко-католицької церкви по березень 1951 року о. І. Маргітич перебував на нелегальному становищі, проводив богослужіння, готував молодих священиків.

Меморіальна таблиця Івану Маргітичу на фасаді церкви св. Миколая, Київ; встановлено 2017

5 березня 1951 р. заарештований під час обряду вінчання в рідному селі. 18 вересня 1951 р. судова колегія з кримінальних справ Закарпатського обласного суду на підставі ст. 54-10 ч. 2 і КК УРСР засудила о. Івана Маргітича на 25 років позбавлення волі з поразкою у правах терміном на 5 років і конфіскацією майна. Чотири роки провів в концтаборах ГУЛАГ під Омськом, після смерті Сталіна відпущений на волю в вересні 1955 року.
З 1955 по 1989 рік працював в колгоспі, нелегально проводив богослужіння. 10 вересня 1987 року висвячений владикою Софроном Дмитерком на єпископа Мукачівської греко-католицької єпархії, входив до ініціативної групи з відновлення УГКЦ. 1987 році І. Маргітич був учасником першої делегації УГКЦ у Москві. В 1992 році повністю реабілітований Верховним Судом вже незалежної України.
Після легалізації Греко-Католицької Церкви 20 листопада 1989 року Владика Іван, як єпископ-помічник, бере активну участь у відродженні греко-католицьких громад і парафій Мукачівської єпархії. У червні 1990 року єпископ Іван (Маргітич) разом з єпископами Іваном (Семедієм) та Йосифом (Головачем) брав участь у Синоді ієрархів УГКЦ у Римі, де 24 червня Папа Іван Павло II мав зустріч з владиками із України. Святіший Отець своєю буллою від 5 січня 1991 року підтвердив таємно уділену хіротонію, призначив Івану Маргітичу титулярну єпископську столицю Скопеленську в Емімонті та іменував єпископом-помічником Владики Івана (Семедія).
Борець проти сепаратизму серед тогочасного керівництва Мукачівської греко-католицької єпархії, за єдність греко-католиків України і  входження її у склад Української греко-католицької церкви, за впровадження в богослужіння рідної української мови, за здобуття Україною незалежності.
Владика Іван Маргітич своїми виступами за об'єднання Мукачівської єпархії (церкви свого права) та УГКЦ, за активну участь в житті краю заслужив титул «народний єпископ». Незважаючи на хвороби, до кінця життя їздив по парафіях області, помер 7 вересня 2003 року під час відправи в с. Пилипець на Міжгірщині.
4 лютого 2017 року за участі Блаженнішого Святослава, Мукачівського єпарха Кир Мілана, численного духовенства відбулося урочисте перепоховання владики Івана в оновленій крипті церкви Покрови Пресвятої Богородиці в Боржавському. У вересні 2017 р. Івану Маргітичу встановлено меморіальну дошку на фасаді церкви св. Миколая на Аскольдовій могилі в Києві (скульптор — О. Гав'юк).

## Нагороди
- Орден «За заслуги» III ступеня (9 лютого 2001) — за багаторічну плідну церковну діяльність, вагомий особистий внесок в утвердження засад християнської моралі в суспільстві[4][5].